# GMC (automóviles)
GMC, por sus siglas de General Motors Corporation, es una división de lujo del fabricante de automóviles estadounidense, idealizada por Max y Morris Grabowsky y fundada por General Motors. 
La empresa nació como General Motors Truck empresa derivándose en GMC Truck o simplemente GMC el 22 de julio de 1911. En enero de 2007, se convirtió en la segunda empresa con más ventas del conglomerado GM por detrás de Chevrolet y por delante de Pontiac.
En 2009, GMC puso fin a la producción de camiones comerciales de servicio mediano después de más de 100 años.
En 2022, la marca GMC se introdujo en Corea del Sur como filial de GM Corea.

## Catálogo GMC
- Pickups
  - Series KC and K (1973-1999).
  - Caballero (1978-1987).
  - Canyon (2004-presente).
  - Sierra (1999-presente).
  - Sonoma (1982-2003).
  - Sprint (1971-1977).
  - GMC SycloneSyclone (1991).

- Furgonetas
  - Handi-Van (1964-1970).
  - Handi-Bus (1964-1970).
  - Safari (1985-2005).
  - Savana (1996]-presente).
  - Vandura (1970-1996).
  - Rally.
- SUVs
  - Acadia (2007).
  - Envoy (2002-presente).
  - Jimmy (1969-2005).
  - Tracker (vendido solamente en Canadá y México con Chevrolet).
  - Typhoon (1992-1993).
  - Suburban (1937-1999), renombrada Yukon XL (2000-presente).
  - Yukon (1992 - presente).
  - Terrain (2009 - presente).
  - Hummer EV (2021)
- Camiones
  - DLR/F/Crackerbox (1959-1968).
  - B-Series.
  - HM 9500 (1965-1976).
  - JH 9500 (1971-1978).
  - Astro 95 (1968-1988).
  - Autocaravana GMC (1973-1978).
  - General (1977-1988).
  - Brigadier (1978-1988).
  - TopKick (1980-1996; 2003-2009).
  - L-Series/Steel Tilt Cab.
  - B-Series (Bus escolar).
  - T-series.
  - GMC W-series.
  - Forward.
  - P-Chassis.
  - S-Series (Bus escolar).
- Autobuses
  - GM "old-look" transit bus (1940-1969).
  - Fishbowl (1959-1986).
  - RTS (1977-1987).
  - Classic (1982-1987).
  - PD-4104 (1953-1959).
  - PD-4501 Scenicruiser (1954-1956).
  - PD-4106 (1960-1965).
  - GM Buffalo bus (1966-1980).
    - PD4107 (1966-1969).
    - PD4108 (1970-1972).
    - PD4903 (1968-1969).
    - PD4905 (1970-1972).
    - P8M4108A (1972-1978).
    - P8M4905A (1972-1978).
    - H8H649 (1979-1980).